# خنت‌حاپ
خنت‌حاپ (به انگلیسی: Khenthap) یک ملکه همسر احتمالی در مصر باستان در دوران حکمرانی دودمان نخست مصر بود. شخصیت تاریخی او بسیار مبهم است، زیرا هیچ منبع معاصری برای نام او وجود ندارد. او فقط یک بار در کتیبه‌ای بسیار متأخر ظاهر می‌شود.

## شواهد تاریخی
مصر شناسان و مورخان هنوز در مورد شخصیت تاریخی خنت‌حاپ به عنوان یک ملکه دچار سردرگمی بوده و دربارهٔ آن بحث می‌کنند. آثار مهرهای ثبت شده باستان‌شناسی از مقبره‌های سلسله اول در ابیدوس هرگز به او اشاره نمی‌کند. او فقط در کتیبه‌ای روی سنگ پالرمو ظاهر می‌شود، یک سنگ یادبود ساخته‌شده از شیست سیاه که فهرستی از پادشاهان از نارمر (دودمان نخست مصر) تا پادشاه نفریرکارع (دودمان ششم مصر) را نشان می‌دهد. علاوه بر این، سنگ یادبود نام مادر هر پادشاه را هم فهرست می‌کند. این کتیبه نام خنت‌حاپ را هجی کرده است، اما هیچ‌یک از القاب او (به جز عنوان «مادر») را ثبت نکرده است. کتیبه روی قطعه قاهره خنت‌حاپ را مادر پادشاه دجر توصیف می‌کند. مصرشناس بریتانیایی جویس تیلدسلی وی را همسر هورآها می‌داند و معتقد است نوه‌اش هم دجت بوده است، چرا که دجت پسر دجر بوده است.